# Il n'y a pas de défense
Il n'y a pas de défense (titre original : There Is No Defense) est une nouvelle de Theodore Sturgeon publiée pour la première fois en février 1948 dans Astounding Science Fiction.
Le récit évoque l'arrivée d'un vaisseau spatial agressif dans le système solaire et la méthode de riposte adoptée par les humains.
La nouvelle relève du space opera, ce qu'il convient de souligner compte tenu de sa date de parution, à un moment où la conquête spatiale n'existait pas.

## Parutions

### Parutions aux États-Unis
La nouvelle est parue initialement aux États-Unis en février 1948 dans Astounding Science Fiction.

### Parutions en France
La nouvelle a notamment été publiée dans l'anthologie Méduse (pages 43 à 118) composée par Marianne Leconte, publiée en 1978 aux éditions Librairie des Champs-Élysées.

### Parutions dans d'autres pays occidentaux
La nouvelle a aussi été publiée :
- en 1973 en langue néerlandaise sous le titre « Er bestaat geen afweer » ;
- en 1974 en langue allemande sous le titre « Es gibt keine Abwehr » ;
- en 1976 en langue italienne sous le titre « Non esiste difesa ».

## Résumé
Le système solaire est composé de la Terre, puissance dominante, et de colonies qui ont pris leur indépendance. Un Conseil Solaire règle les questions communes, qui peuvent intéresser les Terriens, les Martiens, les Vénusiens, les Jupitériens, etc. Le Conseil Solaire est face à un problème : un vaisseau spatial extraterrestre est aux portes du système solaire. Que doit-on faire ? Le Conseil décide de surveiller ce vaisseau. Puis le vaisseau extraterrestre attaque certaines colonies sans défense. Le débat est vif entre les partisans de la force et ceux de la paix (« les Pacifistes »).
À l'instigation de Belter, éminent militaire terrien, le Conseil décide d'utiliser une arme totale, appelée « Le Trépas » (bombe à neutrons). Trois vaisseaux sont envoyés à proximité du vaisseau extraterrestre, qui doivent prendre le vaisseau intrus « en sandwich ». Le Trépas est envoyé contre l'intrus, mais celui-ci n'est pas détruit et parvient même à éliminer deux des trois vaisseaux humains.
À la fin de la nouvelle, on apprend que ce vaisseau est issu d'une vieille civilisation, aujourd'hui disparue, qui l'a programmé pour détruire toutes les civilisations qui ressembleraient à celle qui l'avait détruite. Or l'espèce humaine ressemblait à cette civilisation, si bien que le vaisseau, programmé à cette fin, a attaqué les Humains. Le Trépas n'est efficace que contre les personnes vivantes, si bien qu'il était inefficace face à un vaisseau dirigé par une intelligence artificielle non vivante.

## Compléments